# Вељке Хостје
Вељке Хостје (слч. Veľké Hoste) насељено је мјесто са административним статусом сеоске општине (слч. obec) у округу Бановце на Бебрави, у Тренчинском крају, Словачка Република.

## Становништво
| Година:    | 1994. | 2004.   | 2014.   | 2024.    |
| ---------- | ----- | ------- | ------- | -------- |
| Број људи: | 559   | 552     | 586     | 520      |
| Разлика:   |       | -1,25 % | +6,15 % | -11,26 % |

| Година:    | 2023. | 2024.   |
| ---------- | ----- | ------- |
| Број људи: | 539   | 520     |
| Разлика:   |       | -3,52 % |

Према подацима о броју становника из 2011. године насеље је имало 573 становника.